# East Berbice-Corentyne
East Berbice-Corentyne je regionem v Guyaně. Nalézá se zde například město Corriverton. Tento region hraničí na řece Courantyne se Surinamem, s nímž mají dlouhodobé spory o území Tigri.

Protékají tam tyto řeky: Berbice, Courantyne, Canje.

## Obyvatelstvo
Zde je tabulka počtu obyvatel regionu:
| Rok  | Počet obyvatel |
| ---- | -------------- |
| 1980 | 152 400        |
| 1991 | 142 500        |
| 2002 | 161 400        |

## Města a vesnice v regionu
- New Amsterdam
- Corriverton
- Rose Hall
- Kumaka
- Orealla
- Crabwood Creek
- Moleson Creek
- Wel te Vreeden
- Port Mourant
- Bush Lot
- Alnes
- Barakara
- Brandwagt-Sari